# Crask of Aigas
Crask of Aigas is een dorp ongeveer 8 kilometer ten zuidwesten van Beauly in de Schotse lieutenancy Inverness in het raadsgebied Highland.